# منطف
منطف قرية سورية تتبع ناحية مركز أريحا في منطقة أريحا في محافظة إدلب. بلغ عدد سكانها 1992 نسمة في عام 2004 حسب إحصاء المكتب المركزي للإحصاء.